# Kastviken
Kastviken är en sjö i Söderhamns kommun i Hälsingland och ingår i Nianån-Norralaåns kustområde. Sjön har en area på 0,0862 kvadratkilometer och ligger 0,2 meter över havet.

## Delavrinningsområde
Kastviken ingår i det delavrinningsområde (680375-157149) som SMHI kallar för Rinner mot Skärsåfjärden sek namn. Medelhöjden är 14 meter över havet och ytan är 6,02 kvadratkilometer. Det finns inga avrinningsområden uppströms utan avrinningsområdet är högsta punkten. Avrinningsområdets utflöde mynnar i havet, utan att ha någon enskild mynningsplats. Avrinningsområdet består mestadels av skog (69 procent). Avrinningsområdet har 0,08 kvadratkilometer vattenytor vilket ger det en sjöprocent på 1,4 procent. Bebyggelsen i området täcker en yta av 1,46 kvadratkilometer eller 24 procent av avrinningsområdet.